# Loxosceles neuvillei
Loxosceles neuvillei là một loài nhện trong họ Sicariidae.
Loài này thuộc chi Loxosceles. Loxosceles neuvillei được miêu tả năm 1909 bởi Eugène Simon.